# Thomas Dumerchez
Thomas Dumerchez – francuski aktor.
Został dostrzeżony podczas spaceru na ulicy przez reżysera Gaëla Morela, który powierzył mu rolę geja Oliviera, najmłodszego z trzech braci, których łączy silna więź braterska po śmierci matki w dramacie Klan (Le Clan, 2004) obok Stéphane Rideau i Nicolasa Cazalé. Następnie wystąpił w melodramacie Zakochany Paryż (Paris, je t'aime, 2006) z udziałem Gérarda Depardieu, Mirandy Richardson, Juliette Binoche, Natalie Portman, Nicka Nolte, Fanny Ardant, Willema Dafoe, Gasparda Ulliela i Rufusa Sewella. W dramacie Gaëla Morela Po nim (Après lui, 2007)) zagrał młodego kierowcę uwikłanego w namiętny i niszczycielski romans z dużo starszą kobietą (Catherine Deneuve), która straciła swojego syna w wypadku samochodowym. Film był prezentowany na 60. Festiwalu Filmowym w Cannes.

## Filmografia
- 2007: Po nim (Après lui) jako Franck
- 2006: Zakochany Paryż (Paris, je t'aime) jako Manu (nowela Quais de Seine)
- 2004: Klan (Le Clan) jako Olivier